# Тасо (Арецо)
Тасо је насеље у Италији у округу Арецо, региону Тоскана.
Према процени из 2011. у насељу је живело 51 становника. Насеље се налази на надморској висини од 247 м.